# Рыжая осмия
Рыжая осмия (лат. Osmia rufa) — вид пчёл из семейства мегахилиды.

## Распространение
Рыжая осмия распространена в Северной Африке и в Европе вплоть до Англии и юга Швеции.

## Описание
Тело густо покрыто красно-коричневыми волосками. Длина самки 12—15 мм (самцы меньше). Вид относится к группе одиночных пчёл, однако самки могут образовывать небольшие колонии. Живут осмии в трещинах деревьев, пустых стеблях растений, реже — в пространствах между камнями.
Осмии неагрессивны по отношению к человеку, при этом — прекрасные опылители. Кроме того, в отличие от той же медоносной пчёлы, у осмий нет бесплодных рабочих пчёл. Некоторые садоводы сооружают искусственные гнёзда для привлечения осмий.

## Враги
Природные враги осмий — мухи Cacoxenus (Drosophilidae), хальциды Monodontomerus (Torymidae), клещи Chactodactylus.

## Систематика
В 1758 году Линней отнёс рыжую осмию к роду Apis, при этом описал самцов как Apis rufa, а самок как Apis bicornis. В 1802 году Уильям Кирби доказал, что это один вид. Позже, в 1806 году Панцер выделил отдельный род осмий (Osmia).

## Галерея

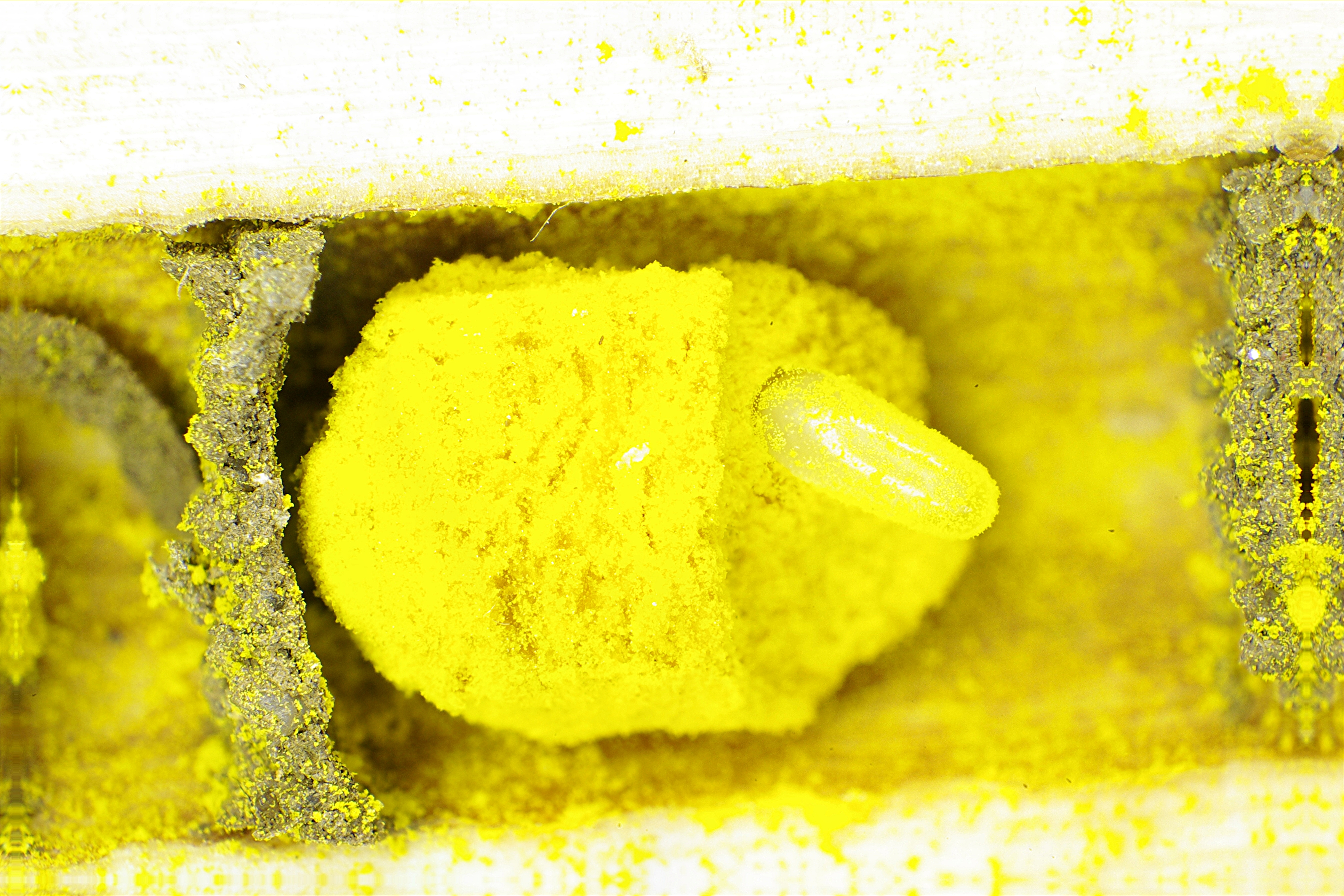
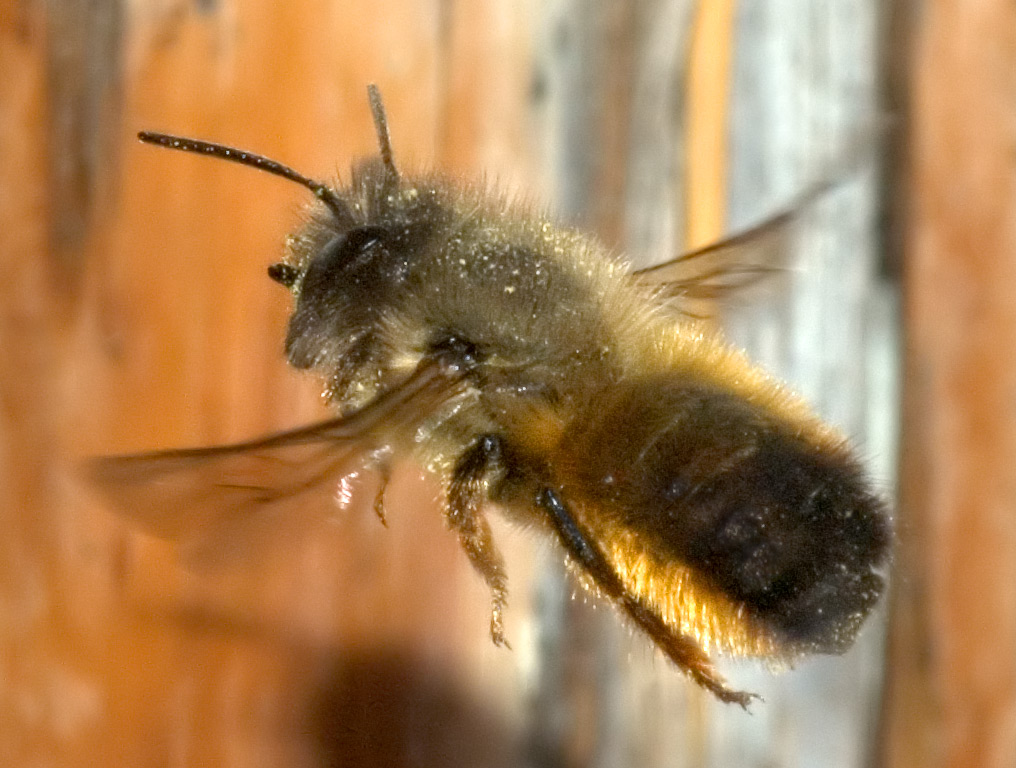
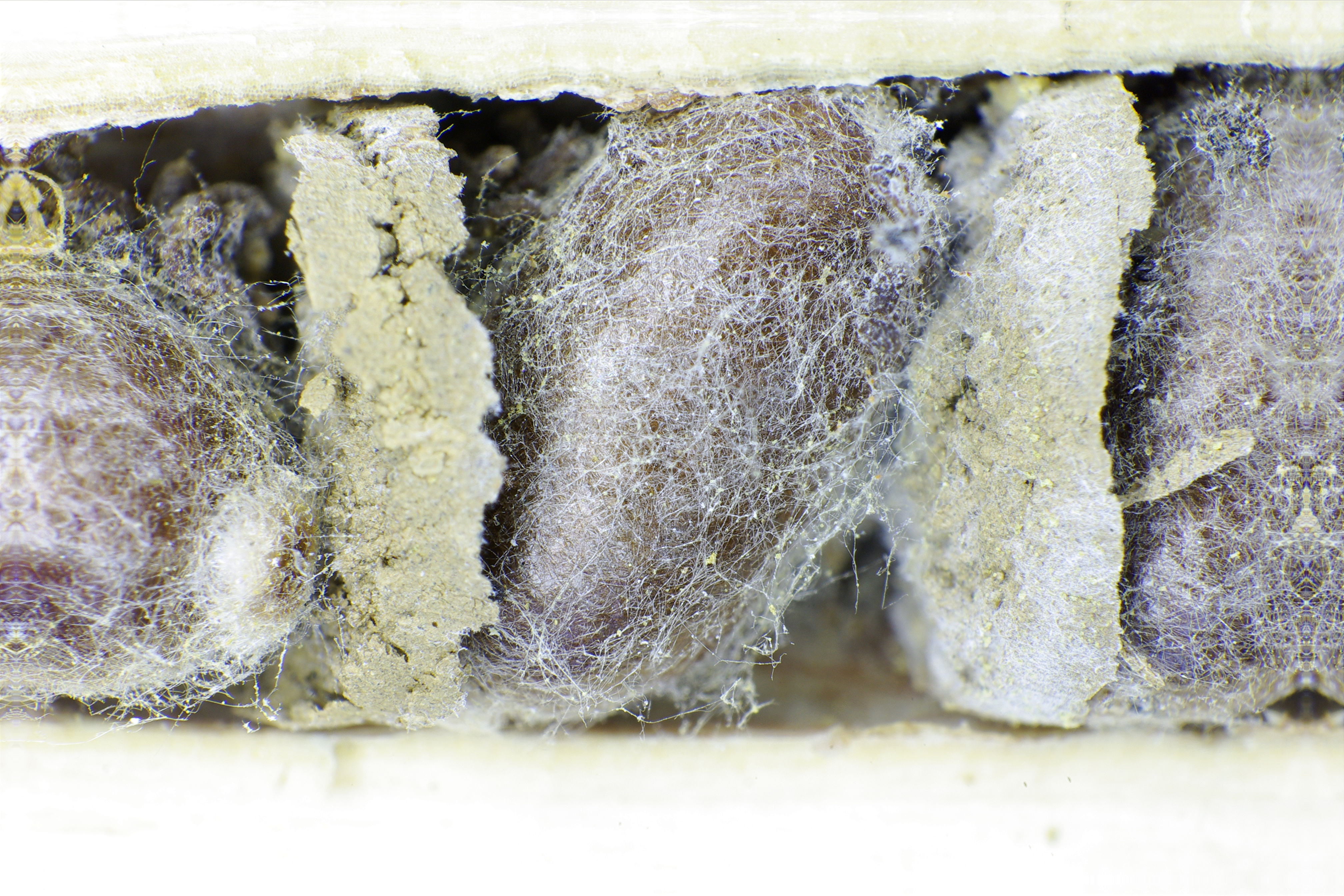